# Bryan Cassidy
Bryan Cassidy (n. 17 februarie 1934, Leicester, Anglia, Regatul Unit – d. 8 august 2023) a fost un om politic britanic, membru al Parlamentului European în perioadele 1984-1989, 1989-1994 și 1994-1999 din partea Regatului Unit. 